# Linna (Jõhvi)
Koordinaten: 59° 21′ N, 27° 28′ O
Linna (auch Linnaküla) ist ein Dorf (estnisch küla) in der Landgemeinde Jõhvi (Jõhvi vald). Es liegt im Kreis Ida-Viru (Ost-Wierland) im Nordosten Estlands.
Das Dorf hat 36 Einwohner (Stand 1. Januar 2011). Es liegt östlich der Stadt Jõhvi.